# Clifton B. Cates

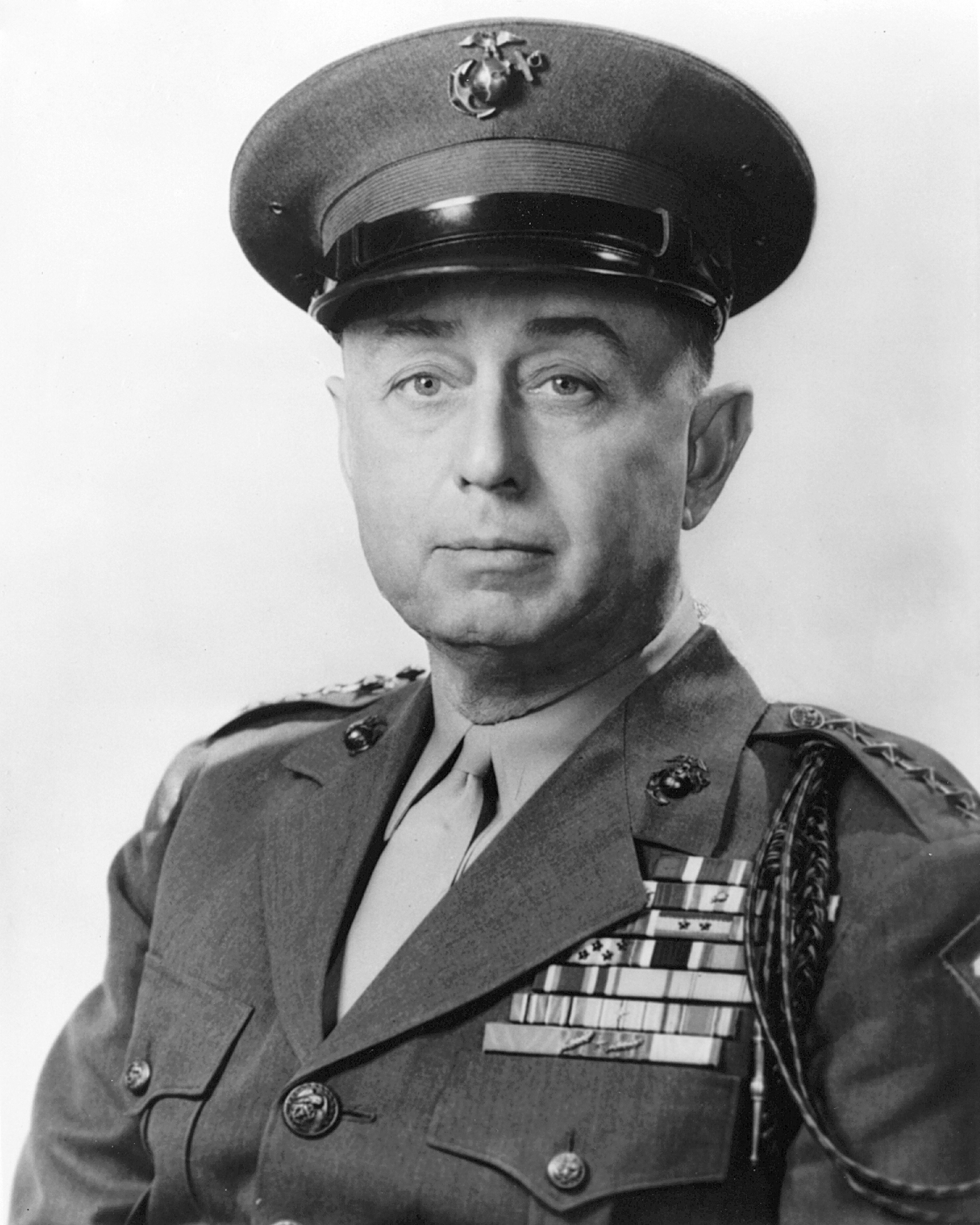
General Clifton B. Cates

Clifton Bledsoe Cates (* 31. August 1893 in Tiptonville, Tennessee; † 4. Juni 1970 in Annapolis, Maryland) war ein US-amerikanischer General des United States Marine Corps. Während des Pazifikkrieges kommandierte er die 4. US-Marineinfanteriedivision in den Schlachten um Tinian und Iwojima. Von 1948 bis 1951 war er der 19. Commandant of the Marine Corps. Cates war zudem einer der wenigen US-amerikanischen Offiziere, die während einer Kampfhandlung bzw. eines Krieges ein Platoon, eine Kompanie, ein Bataillon, ein Regiment und eine Division befehligten.

## Militärische Laufbahn

### Frühe Jahre
Clifton Cates wurde in Tiptonville, US-Bundesstaat Tennessee, geboren und kam nach der Grundschulausbildung auf die Missouri Military Academy, die er mit Auszeichnung abschloss. Danach ging er auf die University of Tennessee die er 1916 als Bachelor of Laws abschloss. Er trat dem US Marine Corps bei und wurde als Second Lieutenant der Reserve ausgemustert.

### Erster Weltkrieg
Am 13. Juni 1917 wurde Cates in den aktiven Dienst bestellt und dem 6. US-Marineinfanterieregiment in Port Royal, South Carolina zugeteilt. Im Januar des folgenden Jahres wurde sein Platoon nach Frankreich verlegt. Der junge Lieutenant kämpfte nun während des Ersten Weltkrieges mit seiner Division bei Bouresches, Belleau Wood und Soissons, sowie in der Schlacht von St. Mihiel und während der Meuse-Argonne-Offensive. Während des Einsatzes in Frankreich wurde nach der Führung eines Platoon auch als Kommandeur einer Kompanie und eines Bataillons eingesetzt. Er wurde mehrfach verwundet und überstand nur knapp deutsche Gasangriffe. Neben der Beförderung zum Captain wurde er unter anderem auch mit dem Navy Cross, dem Purple Heart und dem Silver Star ausgezeichnet. Die französische Regierung ehrte Cates mit dem Kreuz der Ehrenlegion und dem Croix de guerre.

### Zwischenkriegszeit
Nach dem Dienst in der Besatzungsarmee Deutschlands kehrte er im September 1919 in die Vereinigten Staaten zurück, wo er Militärberater von US-Präsident Woodrow Wilson wurde. Anschließend diente Cates als Aide-de-camp des damaligen Commandant George Barnett. Im Oktober 1920 wechselte er in den Stab des Pazifikkommandos in San Francisco, Kalifornien. Von Juni 1923 bis April 1925 war er Kommandant der Marineabordnung an Bord des Schlachtschiffes 'California (BB-44). Im Anschluss daran wurde er zum 4. Marineinfanterieregiment nach San Diego, Kalifornien, versetzt, dass später unter dem Namen China Marines bekannt wurde. Nach einem kurzen Zwischenspiel in den Rekrutierungsbüros in Spokane, Washington und Omaha, Nebraska, wurde Cates von März 1928 bis Mai 1929 Mitglied der American Battle Monuments Commission mit Sitz in Washington, D.C. Danach folgte er dem 4. Regiment nach Shanghai, dem er die nächsten drei Jahre angehörte.
Es folgte ein Studium am Industrial College of the Armed Forces das er im Juni 1933 beendete und ein weiteres an den Marine Corps Schools in Quantico, Virginia. 1935 kehrte er wieder in die Hauptstadt zurück, da er der „Sektion für strategische Planung“ der Operations- und Ausbildungsabteilung im Hauptquartier des Marine Corps zugeteilt wurde. Mit August 1937 wurde er Bataillonskommandeur des in Shanghai stationierten 6. Marineinfanterieregimentes, bevor er ein Jahr später zum 4. Regiment zurückkehrte. Später lehrte er am US Army War College, bevor er im Juni 1940 zum Direktor der Marine Officers Basic School an der Philadelphia Naval Shipyard ernannt wurde. Zum Zeitpunkt des verheerenden japanischen Überfalls auf Pear Harbor und dem dadurch folgenden Kriegseintritt, war Cates bereits Colonel.

### Zweiter Weltkrieg
Im Mai 1942 wurde Cates Kommandeur des 1. US-Marineinfanterieregimentes, das der – von General Alexander A. Vandegrift befehligten – 1. US-Marineinfanteriedivision unterstellt war. Im darauffolgenden Sommer und Herbst kämpfte seine Einheit erbittert um die Salomonen-Insel Guadalcanal. Aufgrund der gewonnenen Kampferfahrung wurde Cates Kommandant der in Quantico beheimateten Marine Corps Schools. Sein letztes Truppenkommando erhielt der nunmehrige Major General im Juni 1944, als er von General Harry Schmidt das Kommando über die 4. US-Marineinfanteriedivision übernahm. Seine Division kämpfte ab Juli 1944 auf Tinian und ab Februar 1945 auf Iwojima.

### Nachkriegszeit
Im Dezember 1945 wurde er zurück und die Vereinigten Staaten beordert und dort für die nächsten sechs Monate Präsident des Ausrüstungsbehörde in Quantico. Danach fungierte er als Kommandierender Offizier der örtlichen Marine Barracks.
Am 1. Januar 1948 folgte er General Vandegrift als Commandant of the Marine Corps und wurde daher zum General befördert. Dieses Amt hatte Cates vier Jahre lang inne. Bevor er am 30. Juni 1954 in den Ruhestand ging, war er erneut Direktor der Marine Corps Schools.
Clifton Bledsoe Cates verstarb nach langer Krankheit am 4. Juni 1970 im Marinehospital von Annapolis, Maryland. Mit vollen militärischen Ehren wurde er am 8. Juni auf dem Nationalfriedhof Arlington in Washington, D.C. beigesetzt.

## Auszeichnungen
Auswahl der Dekorationen, sortiert in Anlehnung der Order of Precedence of the Military Awards:
- Navy Cross
- Distinguished Service Cross (2 ×)
- Navy Distinguished Service Medal (2 ×)
- Silver Star (2 ×)
- Legion of Merit
- Purple Heart
- Ritter der französischen Ehrenlegion
- Französisches Croix de guerre mit Stern und Palmen
- Großoffizier des Ordens von Oranien-Nassau

1998 wurde im Museum seiner Geburtsstadt eine Tafel enthüllt, im Gedenken an den großen Sohn der Stadt.